# Nomia pretoriensis
Nomia pretoriensis là một loài Hymenoptera trong họ Halictidae. Loài này được Cockerell mô tả khoa học năm 1947.